# Medford (Wisconsin)
Medford è una città degli Stati Uniti d'America, capoluogo della Contea di Taylor, in Wisconsin. Al censimento del 2000 gli abitanti risultavano essere 4.350.
Secondo l'ufficio dei censimenti statunitense la città copre un'area di 9,1 km². Il reddito pro-capite nel 2000 ammontava a $19.962 e circa il 9% della popolazione residente viveva sotto la soglia di povertà relativa.
La città è anche uno dei due capolinea della Pine Line Trail.